# أفيس مكينتوش
أفيس مكينتوش (بالإنجليزية: Avis McIntosh) هي عداءة سريعة نيوزيلندية، ولدت في 19 مايو 1938 في أوكلاند في نيوزيلندا.

## وصلات خارجية
- أفيس مكينتوش على موقع أوليمبيديا (الإنجليزية)
- أفيس مكينتوش على موقع اتحاد ألعاب الكومنولث (مؤرشف) (الإنجليزية)